# プラヴニコヴィエ諸島
プラヴニコヴィエ諸島(プラヴニコヴィエしょとう、ロシア語: острова Плавниковые)は、北極海の一部であるカラ海に位置するロシア連邦領の島嶼群である。行政上はクラスノヤルスク地方に属する。

## 概要
シュヘリ・ミニナ群島の南西を構成する島嶼群で、1906年にニコライ・コロメイツェフによって発見された。